# Parafrase
Een parafrase is een stijlfiguur waarbij een bestaande tekst door middel van een andere tekst wordt naverteld.
Dit wordt onder andere gedaan als men het oorspronkelijke verhaal als te moeilijk beschouwt. Zo worden bijvoorbeeld in de kinderliteratuur verhalen uit de Griekse mythologie op deze wijze naverteld.
voorbeeld
- The Once and Future King als hervertelling van Le Morte d'Arthur